# Праведна Јелисавета
Јелисавета (хебр. אלישבע, грч. Ελισαβετ, енгл. Elizabeth) је мајка Јована Крститеља у Новом завету. Према Јеванђељу по Луки имала је најмање 60 година и више када је затруднела са Јованом. У неким хришћанским конфесијама слави се као светица.

## Етимологија
Преведна Јелисавета је потицала из рода Аароновог, (Лк 1:5) по чијој је мајци добила име Елишева. Вулгата даје име у Старом завету као Елишабе, а у Новом завету као Елизабет, Самаријанско петокњижје као Елишаба. У насељеном пункту Евен-Сапир код Јерусалима од 1911. године налази се францискански манастир на чијој територији се, по предању, налази пећина гдје се праведна Јелисавета са сином скривала од Иродових војника.

## Библијско казивање
Била је удата за свештеника Захарија. Брак је дуго остао без деце, пошто је Јелисавета била стерилна, све док анђео Гаврило Захарију није прорекао рођење сина коме је требало да да име Јован (Лк 1:11)
А анђео му рече: „Не боје се, Захарија, јер је услишена молитва твоја; и жена твоја Јелисавета родиће ти сина, и надјенућеш му име Јован. И биће ти радост и весеље, и многи ће се обрадовати рођењу његову. Јер ће бити велик пред Господом, и неће пити вина и сикера; и испуниће се Духа Светога још у утроби матере своје; И многе ће синове Израиљеве обратити Господу Богу њиховоме; И он ће напријед ићи пред њим у духу и сили Илијиној да обрати срца отаца ка дјеци, и непокорне ка мудрости праведника, и да приправи Господу народ спреман“.— (Лк 1:13-17)
Захарија је сумњао у то пошто су он и његова жена били стари. Анђео се представио као Гаврило и рекао Захарију: „Занемећеш и нећеш моћи да говориш до дана када се те ствари догоде, јер ниси веровао у моје речи“. Када су дани његове службе завршили, вратио се кући. После овога, његова супруга Јелисавета је затруднела и остала у изолацији пет месеци. „Господ је ово учинио за мене“, рекла је. „Ових дана показао је своју наклоност и уклонио моју срамоту међу људима“.
Према библијском извештају, анђео Гаврило је послат у Назарет у Галилеји Јелисаветиној рођаци Марији, дјевици, датој човеку по имену Јосиф, и обавестио је да ће зачети од Духа Светога и родити сина по имену Исус. Након обавештења да је „Јелисавета рођака“ већ у шестом месецу трудноће, Марија је отпутовала у „Хеброн, у земљу брда Јудеја“, да посети Јелисавету.

## Сусрет Јелисавете и Марије
Марија је отишла у посету из свог града Назарета Јелисаветином селу, недалеко од Јерусалима. Када су се среле, Јелисавета је имала дете у стомаку. Осим што је то био сусрет Јелисавете и Марије, био је и први сусрет Исуса и Јована, које су носиле труднице. Јелисавета се испунила Духом Светим и изјавила: „Благословена си међу женама и благословен је плод материце твоје!“ (Лк 1:42) То зазивање постало је саставни део молитве код католика „Здраво Маријо“, а код православних хришћана Богородице дјево.
А кад Јелисавета чу поздрав Маријин, заигра дијете у утроби њезиној, и Јелисавета се испуни Духа Светога, и повика узвишеним гласом и рече: Благословена си ти међу женама, и благословен је плод утробе твоје! И откуд мени ово да дође мати Господа мојега мени? Јер гле, када глас поздрава твојега дође у уши моје, заигра дијете од радости у утроби мојој. И благо оној која вјерова, да ће се извршити што јој је казао Господ“.— (Лк 1:41-45)
Марија је остала са Јелисаветом око три месеца, а затим се вратила кући. Када је дошло време да се Јелисавета породи, она роди сина. А њени суседи и рођаци су чули да јој је Господ указао велику милост, па су се радовали с њом. Осмога дана дођоше да обрежу дете и хтедоше да му, по оцу, надену име Захарија. Али његова мајка рече: „Не!, зваће се Јован“. „Нико од твојих рођака се тако не зове“, рекоше јој, а онда знаковима упиташе његовог оца како би он желео да се дете зове. Захарија затражи плочицу за писање и написа: „Име му је Јован“. И сви се зачудише. Њему се сместа отворише уста и одвеза језик, па поче да говори славећи Бога.
Ово је Јелисаветина последња референца, која се не помиње ни у једном другом поглављу Библије. Поглавље се наставља пророчанством Захаријевим (познато под називом Бенедикт или Захаријин хвалоспев) и завршава се напоменом да је Јован „растао и ојачао духом и био у пустињи“ све док није започео службу Израелу. Дакле, није познато колико дуго су Захарије и Јелисавета живели.
Традиционална „гробница Јелисавете“ појављује се у фрањевачком самостану Светог Јована у пустињи близу Јерусалима. Ту се, по предању, налази и мјесто упокојења свете Јелисавете гробница је означена малим удубљењем исклесаним у камену.

## Остали извештаји

### Апокрифи
Јелисавета се помиње у Апокрифима, посебно Протојеванђеље Јаковљево, које бележи рођење њеног сина и накнадно убиство њеног мужа Захарија. Такође, у Апокрифима, Архангел Урил игра велику улогу, која се разликује између извора у опису спасавања Исусовог рођака, Јована, од клања деце које је наредио краљ Ирод. И одлазка Јована и Јелисавете у Египат да би се придружили Светој породици.

### Ислам
У Курану Бог говори о Захарију, његовој жени и Јовану, који су свe троје описани као понизне слуге Господње :
„Па смо му услишили молитву, доделили му Јована и учинили његову жену плодном. Трудили су се да учине што више добра и молили су нам се у нади и страху и били су понизни према нама“.— Куран 21:90
У шитском хадису зовe се (Хана) и препозната је као сестра Ане мајке од Марије. Абу Башир је забележио да је имам Џафер ал Садик, праунук исламског пророка Мухамеда, изјавио да су „Ана супруга Јоакимова и Јелисавета (Хана) супруга Захаријева, биле сестре“.

## Светост
Јелисавета се слави као Светац у Римокатоличкој цркви 18. септембра, а у православној и англиканској традицији 5. септембра, истог дана када и њен супруг Захарија. Прославља се као Матријархат 5. септембра, у Лутеранској цркви - Синод Мисура слави Захарија као пророк.